# Michael Mason
Ne doit pas être confondu avec Michael Mason, un athlète jamaïcain né le 1er janvier 1987 et spécialisé dans le 400 mètres.
Pour les articles homonymes, voir Mason.
Michael Robert Christopher Mason (né le 30 septembre 1986 à New Westminster) est un athlète canadien, spécialiste du saut en hauteur. Il relève de la Colombie-Britannique.

## Biographie
En août 2012, lors de la finale des Jeux olympiques de Londres, Michael Mason échoue de peu à sa 2de tentative à 2,33 m, essai qui lui aurait permis de remporter la médaille de bronze.
Il réside à Nanoose Bay en Colombie-Britannique.
Il franchit 2,33 m à Edmonton le 12 juillet 2015, qu'il égale le 2 août à Eberstadt.
En avril 2017, il franchit 2,30 m à Torrance (El Camino) ce qui lui donne le minima pour les Mondiaux de Londres. Il égale cette marque à Kawasaki le 21 mai.
Le 9 août 2019, il remporte la médaille d'argent aux Jeux panaméricains de Lima, sa deuxième consécutive, avec 2,28 m.
Il se classe 7e des championnats du monde 2019 à Doha avec 2,30 m.

## Palmarès
| Date | Compétition                    | Lieu             | Résultat | Marque |
| ---- | ------------------------------ | ---------------- | -------- | ------ |
| 2004 | Championnats du monde juniors  | Grosseto         | 1er      | 2,21 m |
| 2008 | Championnats du monde en salle | Valence          | 8e       | 2,27 m |
| 2009 | Universiade                    | Belgrade         | 2e       | 2,23 m |
| 2012 | Jeux olympiques                | Londres          | 7e       | 2,29 m |
| 2014 | Championnats du monde en salle | Sopot            | 7e       | 2,25 m |
| 2014 | Jeux du Commonwealth           | Glasgow          | 3e       | 2,25 m |
| 2015 | Jeux panaméricains             | Toronto          | 2e       | 2,31 m |
| 2018 | Jeux du Commonwealth           | Gold Coast       | 6e       | 2,24 m |
| 2018 | Championnats NACAC             | Toronto          | 2e       | 2,28 m |
| 2018 | Ligue de diamant               | Ligue de diamant | 7e       | 2,26 m |
| 2019 | Jeux panaméricains             | Lima             | 2e       | 2,28 m |
| 2019 | Ligue de diamant               | Ligue de diamant | 4e       | 2,27 m |
| 2019 | Championnats du monde          | Doha             | 7e       | 2,30 m |

## Records
| Épreuve         | Épreuve   | Marque | Lieu               | Date                        |
| --------------- | --------- | ------ | ------------------ | --------------------------- |
| Saut en hauteur | Plein air | 2,33 m | Edmonton Eberstadt | 12 juillet 2015 2 août 2015 |
| Saut en hauteur | En salle  | 2,31 m | New York           | 14 février 2015             |